# イタリア国鉄ALn990気動車

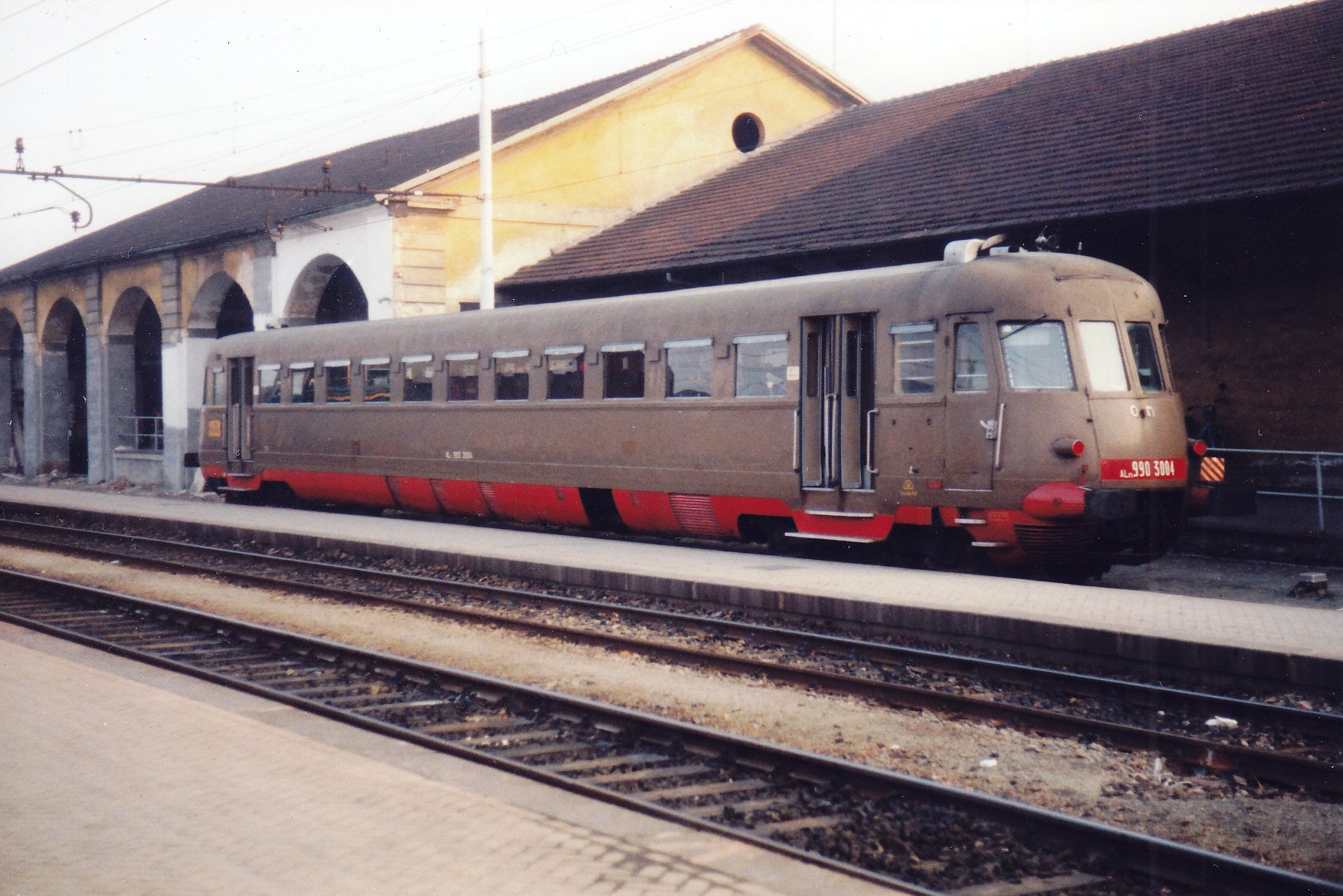
OM製のALn990.3004号車、パヴィーア駅、1987年

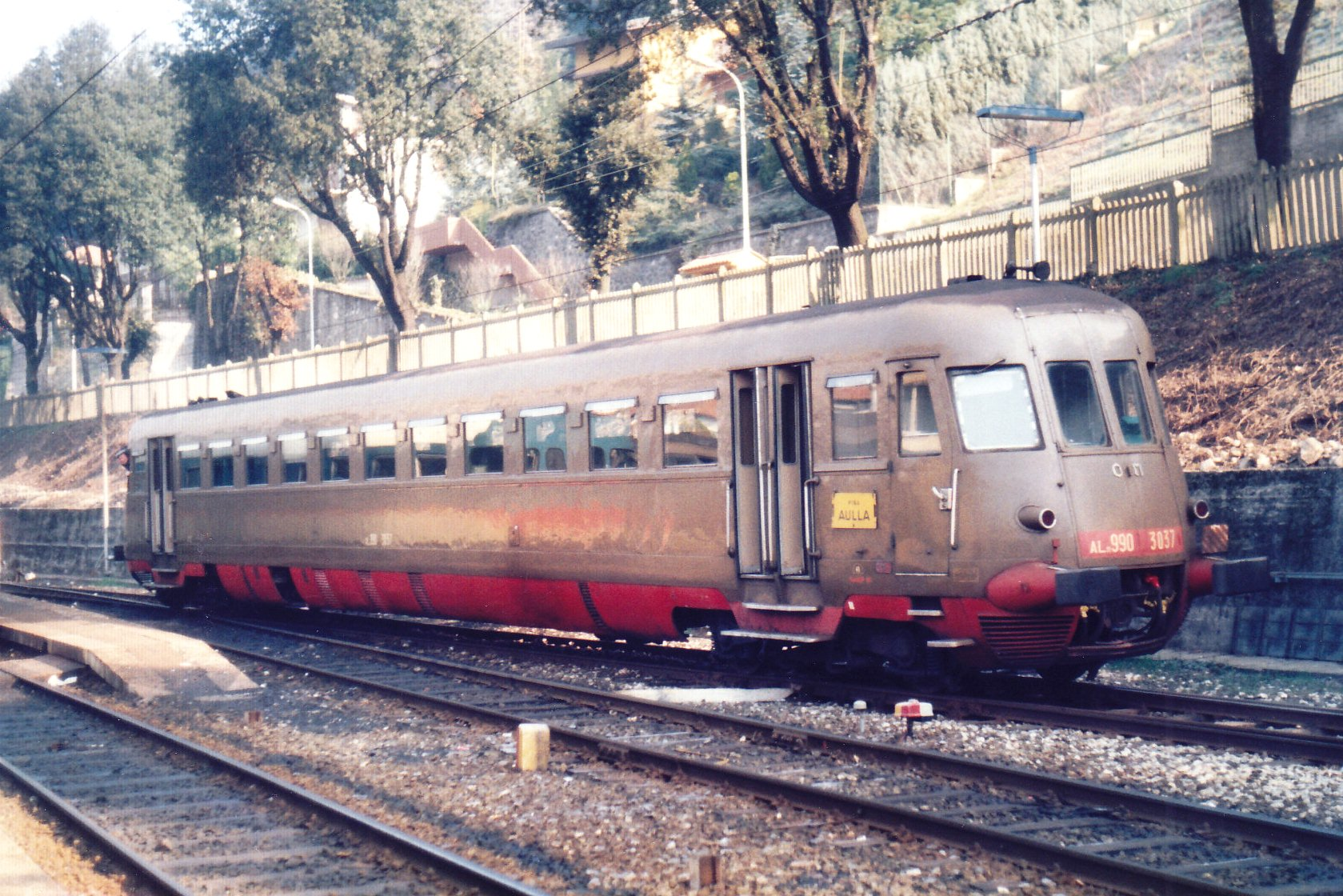
同じくOM製のALn990.3037号車、Fiat製の機体も外観は乗降扉以外ほぼ同一、アウッラ駅、1987年

イタリア国鉄ALn990気動車（イタリアこくてつALn990きどうしゃ）はイタリアのイタリア国鉄（Ferrovie dello Stato Italiane（FS））で使用されていた本線用液体式もしくは機械式気動車である。

## 概要
イタリアでは、1930年代以降、リットリナと呼ばれる、1基もしくは2基のエンジンを台車上に搭載した機械式の軽量気動車が各地で導入されており、省力化や高速化、サービス向上などが図られていた。基本的には機械式気動車であるリットリナは、最初の機体である1932年製のALb48およびALb64では車体の片側台車に装架した主機を運転士が前後どちらの運転台からも操作可能なものとなり、その後1933年製のALn56では前後の台車に装架した2基の主機の総括制御が、1936年製のALn556では2両編成の総括制御が可能となっていた。また、ローカル列車用のみならず優等列車用の機体も導入されており、3車体連接で2+1列の3人掛け固定式クロスシートの1等室/2等室と、厨房・配膳室、荷物室を装備するATR100や、2車体連接でベッドルーム/シャワールーム付の個室と、ラウンジ、厨房・配膳室を装備するATS1といった車両も運行されていた。また、1940年以降にはリットリナの次の世代の気動車として、2基の主機を車体に装荷し、DF1.15液体変速機を搭載する液体式気動車であるALn772が導入されていた。
しかし、その後第二次世界大戦によりイタリアの鉄道網や機材は荒廃し、1940年代後半にはその復旧に力が入れられ、優等列車用のETR200電車をはじめとする戦前の機材が再整備される一方、戦前の機材の復旧だけでは増加する輸送量に対応できなかったため、E.424電気機関車やALn772気動車の生産が再開されるとともに、普通列車用の電車および気動車の新形式の導入が計画された。この計画に基づき導入された電車がALe840、気動車がALn880および本項で記述するALn990であり、デザイン上の類似点も多かった。このうち気動車は製造メーカーによって形式が分かれており、Fiat製のものをALn990（メーカー型式は071型）、Breda製のものをALn880とし、ALn772の際と同様に、メーカーとしては規模の小さかったOMについてはFiatの原設計による機体をベースに独自の設計を反映させたALn990を生産する方式としているほか、各形式ともほぼ同一の車体を持つ制御客車も用意されており、形式名はそれぞれLn990、Ln880とされている。
ALn880およびALn990におけるALn772からの主な変更点は、経済性を考慮して主機を小出力2機関搭載から大出力の1機関搭載に変更することと、2両以上の編成の列車において、乗客および乗務員の列車内通行の便を図るために機関を車体前頭部搭載から台車間床下搭載として前頭部に貫通路を設置すること、の2点であった。また、変速機については、FiatおよびBreda製の機体はリットリナから引続きの機械式として遠隔操作5段変速の変速機と流体継手を組合わせたものとし、OM製の機体はALn772から引続きの液体式として製造することとし、ALn990では変速機だけでなく台車や車体の一部もメーカーにより異なるものとなっていた。なお、本形式後は信頼性・冗長性を考慮して1980年代に至るまで5段変速の機械式変速機付の中出力ディーゼルエンジンを2基搭載した機械式気動車が製造されている。
なお、形式名の"A"は動力車両、"L"は軽量、"n"はディーゼル(使用燃料の頭文字であるが、命名規則制定当時イタリアに於けるディーゼル燃料は軽油=gasolioではなくナフサ=naftaであり、軽油を使用するようになった現在でも表記はそのままである)を表し、"990"の10位と1位の"90"は座席数を、100位の"9"は総括制御が可能であることを表すため10位の数字"9"を繰返したもの、機番の千位の"1"はFiat製、"3"はOMを、百位から一位は製造順を表している。このため、Fiat製の機体とOM製の機体を区別して呼称する際にはそれぞれALn990.1000とALn990.3000もしくはALn990.1とALn990.3と通称されており、これは制御客車のLn990においても同様となっている。なお、座席数は初期の機体のみ90席で、その後の機体は88席となっているが、形式名はALn990のままとなっている。ALn990はリットリナ以降のイタリア気動車の流れを引く流線形のデザインと1930年代以降のイタリア鉄道車両標準のイザベラと呼ばれる赤茶色塗装の車体を持つ両運転台の気動車、Ln990は同じく両運転台の制御客車であり、FIATがALn990.1001-1020の20両とLn990.1001-1005の5両を、OMがLn990.3001-3040の40両とLn990.3001-3010の10両を製造しており、各機体の形式機番と製造年、製造所、その後の経歴は以下の通りである。
| 形式   | 機番      | 製造所 | 製造年    | 記事         | 改造後形式 | 改造後機番 | 改造年    | 廃車年    |
| ------ | --------- | ------ | --------- | ------------ | ---------- | ---------- | --------- | --------- |
| ALn990 | 1001-1003 | Fiat   | 1950-51年 | 座席定員90名 | -          | -          | -         | 1975-88年 |
| ALn990 | 1004-1020 | Fiat   | 1951-53年 | 座席定員88名 | -          | -          | -         | 1975-88年 |
| ALn990 | 3001-3007 | OM     | 1950-51年 | 座席定員90名 | -          | -          | -         | 1975-88年 |
| ALn990 | 3008-3040 | OM     | 1951-52年 | 座席定員88名 | -          | -          | -         | 1975-88年 |
| Ln990  | 1001-1005 | Fiat   | 1950-51年 | 座席定員88名 | ALn990     | 1021-1025  | 1964-66年 | 1975-88年 |
| Ln990  | 3001-3010 | OM     | 1950-51年 | 座席定員90名 | -          | -          | -         | 1975-88年 |

## 仕様

### 車体
- 編成両先頭部はリットリナ以降のイタリア気動車の流れを汲む丸みを帯びた流線型のものとなっているが、リットリナでは車体幅2400mm、屋根高3100mm前後、ALn772でも車体幅2810mm、屋根高約3500mmの小型のものであった車体断面は、車体幅2800mm、屋根高3760mmと他のイタリア国鉄の電車と同等のサイズとなっているほか、全長を28000mmと長いものとして、主機の床下搭載化と併せて定員確保を図っていることと、同じく主機の床下搭載化により正面に貫通扉を設置していることが特徴となっている。正面窓は平面ガラスの6枚窓構成でうち正面の2枚は貫通扉に設置され、車体右側のものは乗務員室扉に設置されており、正面窓下部左右に小型の丸型前照灯兼標識灯を配置している。連結器は台枠端梁取付のねじ式連結器で緩衝器が左右、フック・リングが中央にあるタイプで、フック・リングとその周辺に設置される総括制御用の電気連結器および空気管には通常はカバーが設けられている。また、車体下部は台車下半部を除き全周に渡りカバーが設置されており、点検時等必要に応じ開閉できるようになっているほか、前面下部やラジエーター設置部などの冷却気導入部分にはグリルが設けられている。
- 側面は窓扉配置11D11D1d（運転室窓 - 乗降デッキ窓 - 乗降扉 - 客室窓 - 乗降扉 - 乗降デッキ窓 - 乗務員室扉）の配置で、乗降扉はFiat製の機体は2枚外開戸、OM製の機体は空気自動式の4枚折戸を片側2箇所設置しており、乗務員室扉は1枚外開戸でそれぞれの乗降口には2段のステップが設置されている。また、側面窓は大型でアルミ枠の一段下降窓で、窓上部に透明樹脂製の雨除けを持ち、客室部には座席各ボックス毎に1箇所ずつ設置されているほか、車体の窓下部には型帯が入れられている。
- 車体塗装はイタリア鉄道車両標準のイザベラと呼ばれる赤茶色をベースに、車体下部の床下機器カバー部等を茶色とし、正面下部の中央の連結器カバー部を赤として同じく緩衝器基部から側面にかけて短い赤帯を入れたものとなっている。また、後に車体下部全体を赤に変更した機体もある。
- 室内は前頭部側から運転室、乗降デッキ、定員88名の客室、乗降デッキ、運転室の配置となっており、乗降デッキの運転室後部の部分には手荷物置場、荷物室、郵便室、トイレが設置されるほか、初期に製造されたALn990.1001-1003、ALn990.3001-3007、Ln990.3001-3010号車は2席分の座席が設けられて客室の88名分と合わせて座席定員90名となっている。客室の座席は2+2列の4人掛け、シートピッチ1680mmの固定式クロスシートとなっており、濃青色のモケットで1名分ごとの肘掛と大型ヘッドレスト付のものを各窓毎に1ボックスずつの配列となっている。室内灯は天井中央部に2列の白色カバー内に蛍光灯が設置され、天井はクリーム色、壁面は薄緑色の化粧板貼りとなっているほか、客室暖房は機関冷却水を使用した温風暖房が設置されている。
- 運転室は左側運転台でデスクタイプのものとなっており、右側には助士席と乗務員室扉が設置されており、中央部には貫通幌付の貫通扉が設置されている。

### 走行装置
- 主機はスイスのトラックメーカーであるサウラー[6]製のものをOMがライセンス生産した水平対向12気筒のSBD12を1基搭載している。この機関は排気量48250cm3、定格出力355kW/1400rpm、ボア160mm×ストローク200mm、圧縮比15.6、重量3300kgのもので、ALn880が搭載したイソッタ・フラスキーニ[7]製のD19/SA19Pと異なりターボチャージャーは装備されていない。
- 補機類は主機の出力軸と反対側には制御回路や蓄電池充電用の24V出力、4.5kWのXR32L直流発電機や空気圧縮機を搭載した補機ラックが設置されてそれぞれ主機から駆動されているほか、機関冷却水のラジエーターなどが設置されている。
- ブレーキ装置として空気ブレーキと手ブレーキを装備する。基礎ブレーキ装置は上スティングハウス式自動ブレーキ装置により動作する、各台車に2基ずつ設置されたブレーキシリンダによる両抱式のものとなっている。また、ブレーキなど用の空気圧縮機は主機により駆動される容量1200m3/minのものが1基搭載されている。

#### ALn990.1000
- Fiat製の機体は流体継手と機械式変速機を搭載した機械式となっており、流体継手はFiat製で変速等による駆動トルクの変動や振動を吸収するために主機と変速機との間のに設置され、その役割から流体フライホイールとも呼ばれていた。変速機は欧州では1930-50年代頃に多用された常時噛合せ式の歯車をクラッチで切換える方式のもので、変速機は同一線上に配置された入力軸および出力軸と、これと平行に配置された中間軸を2軸を持ち、入力軸 - 中間軸、中間軸 - 出力軸間に2組ずつ計4組の歯車とクラッチ、入力軸 - 出力軸間の直結のクラッチで構成されており、運転台からの電気指令で動作する電磁弁の動作によって変速装置を制御する。また、逆転機は同じく運転台からの電気指令によって同じく前進、後進いずれかの電磁弁を動作させて逆転機を動作させるものとなっている。
- 台車は鋼板溶接組立式台車で動台車、従台車ともに基本的な構造は同一となっている。車輪径は動輪、従輪ともに910mmで、固定軸距は2800mm、軸箱支持方式は軸箱守式、軸ばねはコイルばね、枕ばねは重ね板ばねとなっている。
- 床下は機関・変速機・ラジエター等一式を車体ほぼ中央部に搭載しており、主機の出力軸は機関に接続された流体継手、変速機、逆転機から自在継手付推進軸を経由して台車中央部の中間減速機へ伝達され、さらに自在継手付推進軸を経由して前後それぞれの動軸の最終減速機に伝達されている。

#### ALn990.3000
- OM製の機体は液体変速機を搭載した液体式となっており、液体変速機はALn772が搭載していたDF1.15と同様にスウェーデンのユングストローム[8]製のものをライセンス生産したリスホルム・スミス式液体変速機であるDF1.45を搭載しており、変速機は3段6要素、直結、変速の各クラッチは単板式となっている。
- 台車は鋼板溶接組立式台車で動台車、従台車ともに基本的な構造は同一となっており、車輪径は動輪、従輪ともに910mmで、軸距はFiat製のものより200mm長い3200ｍｍとして走行安定性を確保しているほか、軸箱支持方式がイタリアの鉄道車両では初の採用となった軸梁式であることが特徴となっている。このほか軸ばねはコイルばね、枕ばねは重ね板ばねとなっている。
- 床下は機関・変速機・ラジエター等一式を車体ほぼ中央部に搭載しており、主機の出力軸は機関に接続された液体変速機から自在継手付推進軸を経由して台車中央部の差動装置へ伝達され、さらに自在継手付推進軸を経由して前後それぞれの動軸の逆転機内蔵の最終減速機に伝達されている。

### Ln990
- 制御車として製造されたLn990.1000およびLn990.3000は車体はそれぞれALn990.1004号車以降およびALn990.3007号車以前の機体と基本的に同一で運転室も車両両端に設置されているが、正面台枠下部の床下機器カバーに冷却気導入用のグリルが設置されないなど若干の差異がある。
- 室内もそれぞれALn990と同一であり、台車もALn990の従台車と同一のものとなっている。

### 改造
- Ln990.1001-1005号車は1964-66年にALn990と同一の走行装置一式を搭載してALn990.1021-1025号車に改造されている。
- ALn990.3023号車は1977年にイソッタ・フラスキーニ製ID19 SD12Pに換装にている。

### 主要諸元
| 形式              | 形式              | ALn990.1000 | ALn990.3000 | Ln990.1000               | Ln990.3000               |
| ----------------- | ----------------- | --- | --- | ------------------------ | ------------------------ |
| 機番 (改造後機番) | 機番 (改造後機番) | 1001-1020 (1021-1025) | 3001-3040 | 1001-1005                | 3001-3010                |
| 軌間              | 軌間              | 1435mm | 1435mm | 1435mm                   | 1435mm                   |
| 動力方式          | 動力方式          | ディーゼルエンジンによる機械式 | ディーゼルエンジンによる液体式 | -                        | -                        |
| 車軸配置          | 車軸配置          | Bo'2' | Bo'2' | 2'2'                     | 2'2'                     |
| 全長              | 全長              | 28000mm | 28000mm | 28000mm                  | 28000mm                  |
| 全幅              | 全幅              | 3150mm | 3150mm | 3150mm                   | 3150mm                   |
| 車体幅            | 車体幅            | 2800mm | 2800mm | 2800mm                   | 2800mm                   |
| 屋根高            | 屋根高            | 3760mm | 3760mm | 3760mm                   | 3760mm                   |
| 全軸距            | 全軸距            | 23000mm | 23200m | 23000mm                  | 23200mm                  |
| 固定軸距          | 固定軸距          | 3000mm | 3200m | 3000mm                   | 3200mm                   |
| 動輪径            | 動輪径            | 910mm | 910mm | -                        | -                        |
| 従輪径            | 従輪径            | 910mm | 910mm | 910mm                    | 910mm                    |
| 運行時重量        | 運行時重量        | 47.6t | 48.0t | t                        | 26.4t                    |
| 粘着重量          | 粘着重量          | 27.0t | 26.4t | -                        | -                        |
| 定員              | 定員              | 2等88/90名 | 2等88/90名 | 2等88名                  | 2等90名                  |
| 走行装置          | 主機              | OM製水平対向12気筒直噴式ディーゼル機関OM-SaurerSBD12×1基 （排気量48.25l、定格出力355kW/1400rpm、ボア160mm×ストローク200mm、圧縮比15.6、重量3300kg） | OM製水平対向12気筒直噴式ディーゼル機関OM-SaurerSBD12×1基 （排気量48.25l、定格出力355kW/1400rpm、ボア160mm×ストローク200mm、圧縮比15.6、重量3300kg） | -                        | -                        |
| 走行装置          | 変速装置          | 流体継手 + 5段変速機 + 逆転機 + 最終減速機 | 液体変速機 + 差動装置 + 逆転機内蔵最終減速機 | -                        | -                        |
| 走行装置          | 駆動装置          | 2軸駆動式駆動装置 | 2軸駆動式駆動装置 | -                        | -                        |
| 最高速度          | 最高速度          | 130km/h | 130km/h | 130km/h                  | 130km/h                  |
| ブレーキ装置      | ブレーキ装置      | 空気ブレーキ、手ブレーキ | 空気ブレーキ、手ブレーキ | 空気ブレーキ、手ブレーキ | 空気ブレーキ、手ブレーキ |
| 1. 2. 3. 4.       |                   | | |                          |                          |

## 運行・廃車
- 本形式はまずALn990.1001号車および1002号車が1950年8月にロールアウトし、トリノに配置されて試運転を実施している。その後トリノにはALn990.1000とLn990.1000が配置され、ALn990.1000はさらにトレヴィーゾ、パレルモにも配置され、ALn.990.3000およびLn990.3000はボローニャに配置されて、全車が1953年までに営業運転を開始している。
- トリノに配置されたFIat製の機体はその後トレヴィーゾに転属し、代わりにボローニャからOM製の機体が転入している。トリノではトリノ - アローナ、トリノ - プレ＝サン＝ディディエ間などで運行されていたほか、ATR100とともにトリノ - ジェノバやトリノ - サヴォーナ間の都市間列車に使用されることもあった。
- ボローニャに配置された機体はボローニャ - ヴェネツィア - トリエステ、トリエステ - パドヴァ間の都市間列車などで使用されている。また、1950年代前半には一部非電化であったミラノ - バーリ間でALe840電車と併結して運行されていた。
- トレヴィーゾに配置された機体はALn880とともにヴェネツィア - カラルツォ・ディ・カドーレの運用で使用されたほか、主にヴェネツィア - ウーディネ、ウーディネ - ヴィチェンツァ、ヴィチェンツァ - トリエステ間の都市間列車で運行されていた。
- その後Fiat製の機体はローマにも配置されていたが、1964年には全車がシチリア島のパレルモの配置となっており、勾配の多い同島の路線での運行のため、前述のとおり5両のLn990.1000は動力装置一式を搭載してALn990.1000に改造されており、その後一時カターニアにも配置されている。
- ボローニャに配置されたOM製の機体はその後トリノのほかピサとパヴィーアに転属となり、トリノ配置の機体もパヴィーアに転属となっている。ピサ配置の機体はフィレンツェ - ヴィアレッジョ、 ルッカ - アウッラ、ピサ - ヴォルテッラ間などで運用されていた。また、パヴィーア配置の機体はヴァレンツァ - アレッサンドリア間などで運用されていたほか、カラルツォ - ベッルーノ - ヴィチェンツァ - ミラノ間の急行列車であるフレッチャ・デッレ・ドロミーティの運用に、元TEE用のALn442-448に置換えられる1975年まで使用されていた。
- 1979年1月時点での配置は以下の通り。
  - パレルモ：ALn990.1000 21両
  - パヴィーアもしくはピサ：ALn990.3000 39両/Ln990.3000 10両
- 本形式は断熱材および防音材として使用されていたアスベストの除去が困難であることから、1980年代には廃車が始まり、1988年までに全車が廃車されている。また、ALn990.1005号車はシチリア島に関連する鉄道車両の保存団体であるTreno D.O.C.によって静態保存のための復元待ちの状態となっている。